# Forte de Santo Amaro (Ilha de São Miguel)
O Forte de Santo Amaro localizava-se no lugar dos Mosteiros, freguesia de Mosteiros, concelho de Ponta Delgada, na ilha de São Miguel, nos Açores.
Em posição dominante sobre este trecho do litoral, constituiu-se em uma fortificação destinada à defesa deste ancoradouro contra os ataques de piratas e corsários, outrora frequentes nesta região do oceano Atlântico.

## História
No contexto da Guerra da Sucessão Espanhola (1702-1714) encontram-se referidos "Dous Redutos no logar dos Mosteyros." na relação "Fortificações nos Açores existentes em 1710".
A "Relação" do marechal de campo Barão de Bastos em 1862 informa que se encontrava arruinado.
REZENDES (2010) relaciona duas estruturas com a finalidade de defesa da praia e porto dos Mosteiros, ambos atualmente desaparecidos: o Forte de Conceição e este Forte de Santo Amaro.
Esta estrutura não chegou até aos nossos dias.